# NGC 7651/2
NGC 7651/2 је спирална галаксија у сазвежђу Пегаз која се налази на NGC листи објеката дубоког неба.
Деклинација објекта је + 13° 58' 2" а ректасцензија 23h 24m 25,6s. Привидна величина (магнитуда) објекта NGC 7651 износи 14,7 а фотографска магнитуда 15,5. NGC 76512 је још познат и под ознакама MCG 2-59-36, CGCG 431-55, PGC 3085862.